# Décret honorifique
 (avril 2023).
Si vous disposez d'ouvrages ou d'articles de référence ou si vous connaissez des sites web de qualité traitant du thème abordé ici, merci de compléter l'article en donnant les références utiles à sa vérifiabilité et en les liant à la section « Notes et références ».
 (avril 2023).
La mise en forme du texte ne suit pas les recommandations de Wikipédia : il faut le « wikifier ».
Les points d'amélioration suivants sont les cas les plus fréquents :
- Les titres sont pré-formatés par le logiciel. Ils ne sont ni en capitales, ni en gras.
- Le texte ne doit pas être écrit en capitales (les noms de famille non plus), ni en gras, ni en italique, ni en « petit »…
- Le gras n'est utilisé que pour surligner le titre de l'article dans l'introduction, une seule fois.
- L'italique est rarement utilisé : mots en langue étrangère, titres d'œuvres, noms de bateaux, etc.
- Les citations ne sont pas en italique mais en corps de texte normal. Elles sont entourées par des guillemets français : « et ».
- Les listes à puces sont à éviter, des paragraphes rédigés étant largement préférés. Les tableaux sont à réserver à la présentation de données structurées (résultats, etc.).
- Les appels de note de bas de page (petits chiffres en exposant, introduits par l'outil «  Source ») sont à placer entre la fin de phrase et le point final[comme ça].
- Les liens internes (vers d'autres articles de Wikipédia) sont à choisir avec parcimonie. Créez des liens vers des articles approfondissant le sujet. Les termes génériques sans rapport avec le sujet sont à éviter, ainsi que les répétitions de liens vers un même terme.
- Les liens externes sont à placer uniquement dans une section « Liens externes », à la fin de l'article. Ces liens sont à choisir avec parcimonie suivant les règles définies. Si un lien sert de source à l'article, son insertion dans le texte est à faire par les notes de bas de page.
- La présentation des références doit suivre les conventions bibliographiques. Il est recommandé d'utiliser les modèles {{Ouvrage}}, {{Chapitre}}, {{Article}}, {{Lien web}} et/ou {{Bibliographie}}. Le mode d'édition visuel peut mettre en forme automatiquement les références.
- Insérer une infobox (cadre d'informations à droite) n'est pas obligatoire pour parachever la mise en page.

Pour une aide détaillée, merci de consulter Aide:Wikification.
Si vous pensez que ces points ont été résolus, vous pouvez retirer ce bandeau et améliorer la mise en forme d'un autre article.
 (août 2025).
Un décret honorifique est un type de décret dans le monde grec qui apparait à l'époque classique et se démocratise à l'époque hellénistique.
Il a pour but de mettre à l'écrit une proposition faite devant l'assemblée du peuple. Le décret est composé généralement de cinq grandes parties :
- la première partie, nommé le préambule contient en premier une possible formule d’invocation destinée à diverses divinités. À la suite on retrouve l’intitulé complet contenant les personnalités participant au décret ainsi que des éléments de datation et une formule de sanction.
- La deuxième grande partie, que l’on nomme les considérations, regroupe les motivations de ces prises de décisions, cette partie était souvent la plus développée du décret honorifique.
- Cela amène à la possible formule hortative de la troisième partie, où est expliqué ce que va mettre en place le décret.
- Le décret continue sur la formule de résolution, où l’on retrouve les votes ainsi que les datifs : plaise (ou décrète) et souvent dans la cité d'Athènes une formule probouleumatique.
- On retrouve en dernier grand point les décisions. Les décisions dépendantes des votes sont mises en première exécution, et les décisions prises en fonction de dispositions particulières sont mises en seconde ordre.

Le décret peut parfois finir par un amendement ou des documents annexes comprenant, des noms, des villes ou des participants.

## Histoire

### Dans le monde hellénistique
Dans le monde hellénistique, les décrets étaient d'une grande importance car ils constituaient l'un des principaux moyens de gouvernance et de régulation des affaires publiques. Les décrets étaient des décisions prises par les assemblées ou les conseils de la cité, qui avaient force de loi et devaient être respectés par tous les citoyens. Les décrets étaient utilisés pour réguler un large éventail de questions, telles que la nomination de magistrats, l'attribution de terres, l'organisation de festivals, la construction de bâtiments publics, la levée d'impôts et la déclaration de guerre ou de paix. Ils pouvaient également être utilisés pour honorer des individus pour leur contribution à la cité ou à la culture hellénistique en général. Souvent gravés sur des stèles en pierre, ils étaient placés dans des endroits publics tels que les places et les temples, afin que les citoyens puissent les consulter facilement.